# Enders State Forest
Enders State Forest ist ein State Forest im US-Bundesstaat Connecticut auf dem Gebiet der Gemeinden Granby and Barkhamsted. Der Forst wurde 1970 mit einem Landstück begründet, das dem Staat von den Kindern von John und Harriet Enders geschenkt wurde. Eine weitere Schenkung 1981 und folgende Zukäufe ließen den Wald auf 2098 acres (852 ha) anwachsen.

## Geographie
Der Enders State Forest liegt zwar in der Nähe des Barkhamsted Reservoir, doch die Gewässer (unter anderen Beach Brook, und der West Branch Salmon Brook mit seinen Zuflüssen Higley Brook und Kendall Brook) entwässern nach Osten zum Farmington River.
Das bergige Gelände wird vom Pine Cone überragt, der bis auf 107 ft (326 m) über dem Meer ansteigt. Etwas weiter östlich liegt der Broad Hill (780 ft, 238 m).

## Freizeitaktivitäten
Der Forst bietet Möglichkeiten zum Wandern und Jagen. Mehrere Wasserfälle sind im Sommer ein beliebtes Ziel für Schwimmer. Leider ereignen sich dort immer wieder schwere Unfälle.